# Athous haemorrhoidalis
Athous haemorrhoidalis là một loài thuộc họ Bổ củi châu Á và Âu trong chi Athous. Một số biến thể cũng đã được nhận dạng.

## Hình ảnh

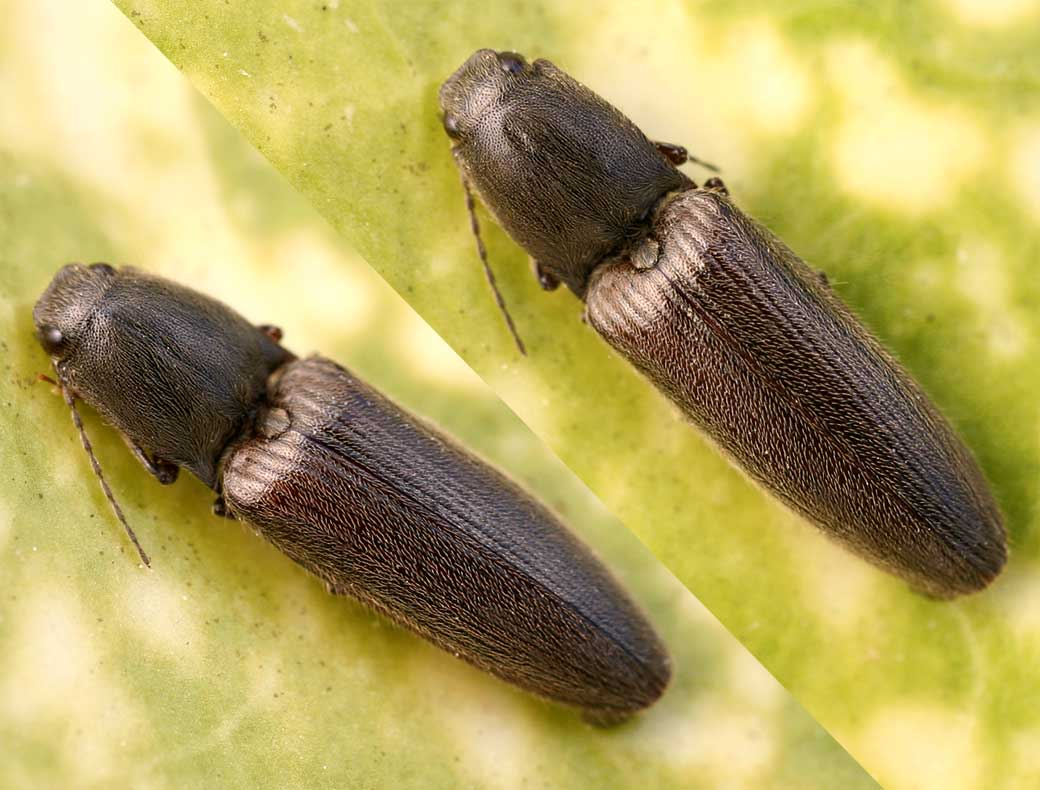
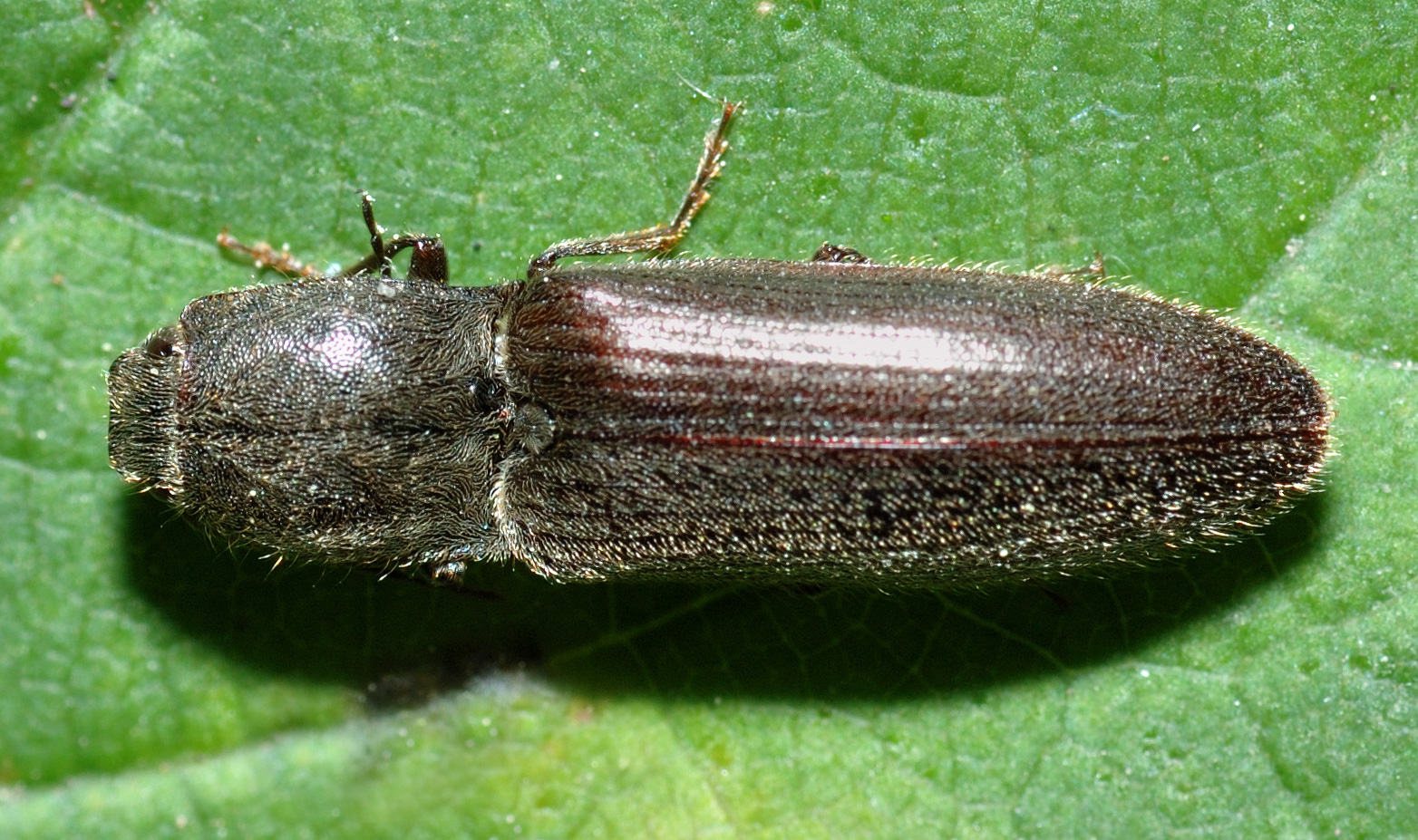
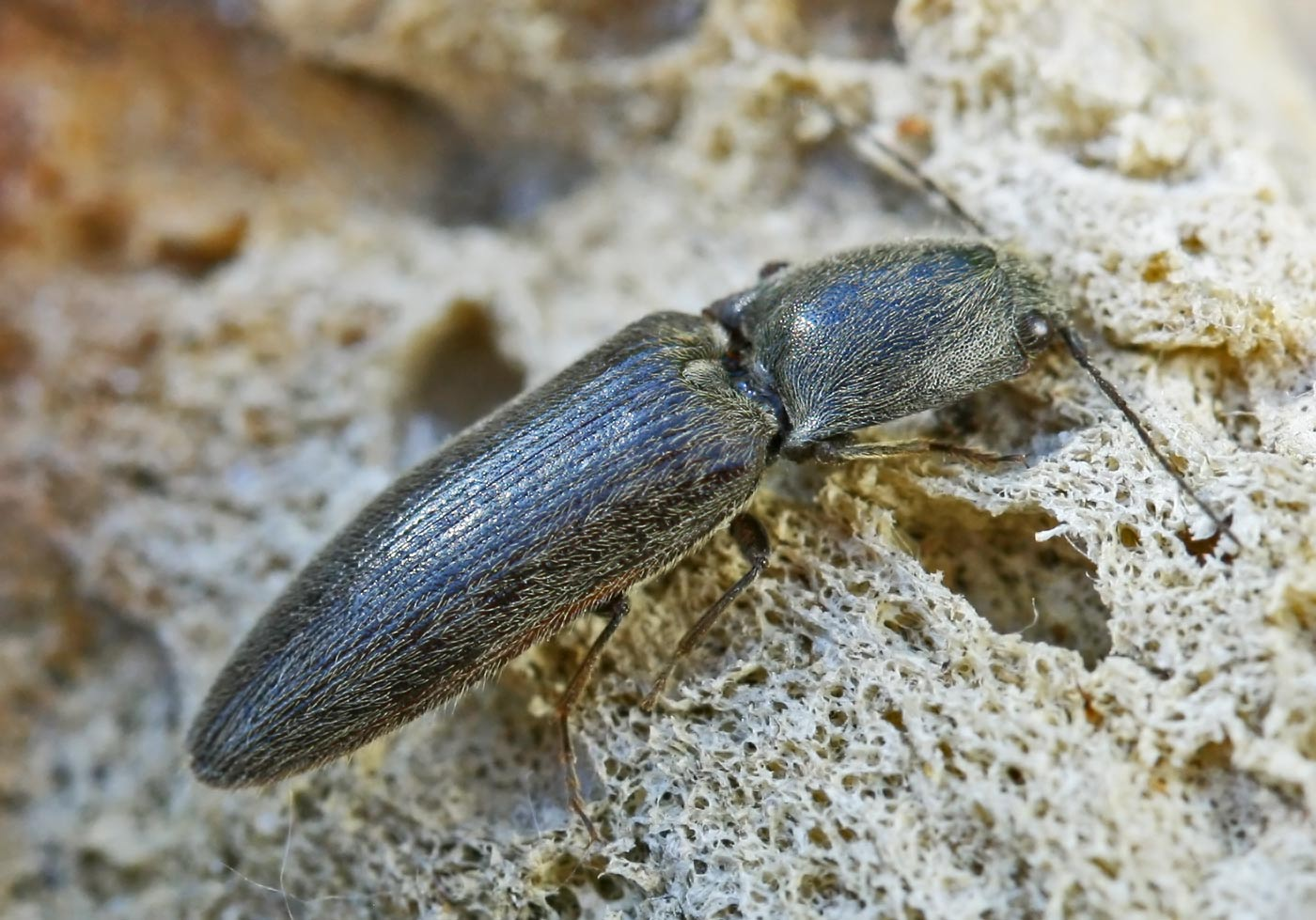